# Hardcore Holly
Robert William Howard (ur. 29 stycznia 1963 w Glendale, Kalifornia) – amerykański wrestler, bardziej znany spod pseudonimu ringowego jako Hardcore Holly. M.in. sześciokrotny posiadacz mistrzostwa WWF Hardcore Championship oraz trzykrotny WWF/E World Tag Team Champion.

## Wczesne życie
W dzieciństwie wychowywany był przez matkę, dorastając ze starszym bratem – w tym czasie rodzina Howardów przeprowadzała się – mieszkali w miejscowościach Ventura w Kalifornii oraz Grants Pass w stanie Oregon. W Grant Pass uczęszczał do szkoły średniej Grants Pass High School, a po jej ukończeniu rozpoczął pracę jako mechanik samochodowy oraz spawacz – w tym samym czasie dorabiał do pensji występując w walkach bokserskich, które miały miejsce w lokalnych barach.

## Kariera

### Początki kariery w wrestlingu (1987–1992)
W wrestlingu zadebiutował w 1987 w promocji niezależnej World Organization Of Wrestling w Mobile w stanie Alabama – trenował pod okiem Boba Sweetana. W dalszych latach występował na terytoriach federacji National Wrestling Alliance (NWA)
w Memphis. W 1990 rozpoczął występy dla World Championship Wrestling (WCW) pod pseudonimem Bob Holly jako jobber – podobnie w 1991 zaliczył kilka występów dla World Wrestling Federation (WWF), występując w programie WWF Superstars. Jeszcze w 1991 związał się z promocją Jima Cornette’a o nazwie Smoky Mountain Wrestling, a w 1993 rozpoczął roczną przerwę od występów w zawodowych zapasach.

### Starty w wyścigach samochodów seryjnych (1992–1995)
W 1992 został kierowcą wyścigowym rozpoczynając starty w lokalnych wyścigach samochodów seryjnych (ang. stock car racing) w miejscowości Mobile w Alabamie na torze Mobile International Speedway – prowadził model Chevrolet Chevelle 1974 (trzecia generacja pojazdu). Sezon 1992 ukończył na 5. miejscu, a sezon 1993 zakończył jako zwycięzca lokalnych zawodów.
W 1995 wystartował jako kierowca wyścigowy w serii All Pro Series, będąc sponsorowanym przez federację wrestlingu World Wrestling Federation, jednakże jeszcze w tym samym roku WWF zrezygnowała ze sponsoringu Howarda, a prezes WWF – Vince McMahon podarował na pamiątkę sprzęt wyścigowy Howardowi.

### World Wrestling Federation/Entertainment (1994–2009)
W styczniu 1994 powrócił do WWF jako wrester w nowym gimmicku zawodnika wyścigów NASCAR o imieniu Thurman „Sparky” Plugg a niedługo potem zmienił pseudonim na Bob „Spark Plugg” Holly, nadal występując w gimmicku kierowcy wyścigów NASCAR, który został wrestlerem. Występował w tag teamie z 1-2-3 Kidem, z którym podczas gali Royal Rumble (1995) zwyciężył w finale turnieju o zwakowany tytuł WWF Tag Team Championship pokonując drużynę Bam Bam Bigelow i Tatanka, ale już następnego dnia stracili pasy mistrzowskie na rzecz The Smoking Gunns. Prowadził też rywalizację z Jeffem Jarrettem o tytuł WWF Intercontinental Championship, jednak nie zdołał zdobyć tego mistrzostwa.
W sierpniu 1997 został wycofany z telewizji powracając dopiero w lutym 1998 (w nowym wizerunku z krótko strzyżonymi włosami przemalowanymi na blond), tworząc tag team The Midnight Express z Bartem Gunnem pod menedżeringiem Jima Cornette. W dniu 30 marca 1998 The Midnight Express pokonali drużynę The Headbangers o tytuł NWA World Tag Team Championship, który utrzymywali do 14 sierpnia 1998, kiedy to przegrali obronę pasów mistrzowskich na rzecz The Border Patrol. W listopadzie 1998 Holly, Al Snow i Scorpio utworzyli stajnię o nazwie The J.O.B. Squad. Od lutego 1998 Holly i Al Snow rozpoczęli feud o tytuł WWF Hardcore Championship, który ostatecznie zakończył funkcjonowanie stajni The J.O.B. Squad – niedługo potem Howardowi zmieniono gimmick z Boba Holly na Hardcore Holly w związku z prowadzonymi walkami o tytuł WWF Hardcore Championship.
Od marca 1999 Hardcore Holly na przemian tracił i zdobywał tytuł WWF Hardcore Championship, prowadząc rywalizacje z Alem Snowem, Big Showem i Kane’em. W sierpniu 1999 Holly przedstawił swojego kuzyna (w kayfabe) Crasha Holly, który w następstwie zaczął występować z nim w tag teamie Holly Cousins. W dniu 18 października 1999 Holly Cousins sięgnęli po tytuł WWF Tag Team Championship podczas jednego z odcinków Raw is War, pokonując drużynę The Rock ’n’ Sock Connection (The Rock i Mankind), a mistrzostwo to stracili dwa tygodnie później na rzecz Mankinda i Ala Snowa, podczas jednego z odcinków SmackDown!.
Pod koniec lutego 2000 Hardcore Holly sięgnął po tytuł Hardcore Championship i rozpoczął rywalizację z Crashem o to mistrzostwo – na przemian tracąc tytuł i ponownie go zdobywając. W drugiej połowie 2000 przedstawiono Molly Holly, którą odgrywała w gimmicku Nora Greenwald i w tej roli stanowiła kolejną kuzynkę w stosunku zarówno do Hardcore Holly’ego, jak i do Crasha, występując jako ich menedżerka. W dalszych miesiącach 2001 Hardcore i Crash nadal prowadzili feud na przemian zdobywając i tracąc tytuł Hardcore Championship, a potem ponownie występowali w tag teamie.
Na początku 2002 Hardcore Holly został wycofany z występów w ringu na rzecz przejścia do programu Tough Enough II gdzie był gospodarzem i trenerem w tym reality show. Później powrócił na SmackDown! gdzie przeszedł heel turn prowadząc rywalizacje z debiutującym Randy Ortonem, Kurtem Angle i Brockiem Lesnarem, który w jednej z walk wykonał na nim niewłaściwie powerbomb, powodując u niego kontuzję szyi i przymusową przerwę od występów na 13 miesięcy. Po wyleczeniu kontuzji zaczął pojawiać się w trzeciej odsłonie programu Tough Enough o nazwie Tough Enough III, a następnie w październiku 2003 rozpoczął treningi w Ohio Valley Wrestling (OVW) w ramach przygotowań do powrotu w WWE. Powrócił do ringu na gali Survivor Series (2003) w listopadzie 2003 i ponownie prowadził rywalizację z Brockiem Lesnarem.
W 2004 i 2005 brał udział w różnych rywalizacjach od tag teamów z różnymi sojusznikami po solowe starcia o tytuł WWE United States Championship, jednak nigdy go nie zdobył. Jesienią 2005 przeszedł kilka operacji w celu wyleczenia kontuzji – w tym czasie zakaził się również gronkowcem złocistym i groziła mu amputacja ręki, jednak zakażenie udało się wyleczyć. Końcem sierpnia 2006 zadebiutował w brandzie Extreme Championship Wrestling (ECW), w którym prowadził różne rywalizacje aż do czerwca 2007 kiedy przeniesiono go w drafcie na SmackDown!, a następnie we wrześniu 2007 został zawodnikiem Raw.
W dniu 10 grudnia 2007 podczas odcinka specjalnego Raw, w którym świętowano 15-lecie programu, Holly i Cody Rhodes sięgnęli po tytuł World Tag Team Championship pokonując Lance’a Cade’a i Trevora Murdocha. Mistrzostwo utracił dopiero na gali Night of Champions (2008) w czerwcu 2008, kiedy Cody Rhodes odwrócił się od niego i ujawnił Teda DiBiase Jr’a jako swojego nowego tag team partnera – występ podczas Night of Champions (2008) był jego ostatnim telewizyjnym występem w WWE. W dniu 16 stycznia 2009 WWE ogłosiła oficjalnie zwolnienie Holly’ego ze struktur kadrowych swojej organizacji, kończąc tym samym 15-letni tenure Holly’ego w tej federacji wrestlingu.

### Scena niezależna (2009–2019)
Od maja 2009 rozpoczął występy na scenie niezależnej w Wielkiej Brytanii – występował w Varsity Pro Wrestling i National Wrestling Superstars. W latach 2010–2013 zawiesił karierę wrestlera. W marcu 2013 na krótko pojawił się w Total Nonstop Action Wrestling (TNA), a następnie powrócił na scenę niezależną do Wielkiej Brytanii i Australii. Od 2016 do 2019 nadal występował na scenie niezależnej. Jego ostatnie walki w wrestlingu miały miejsce w czerwcu 2019.

#### Tytuły i osiągnięcia
- Kamikaze Pro

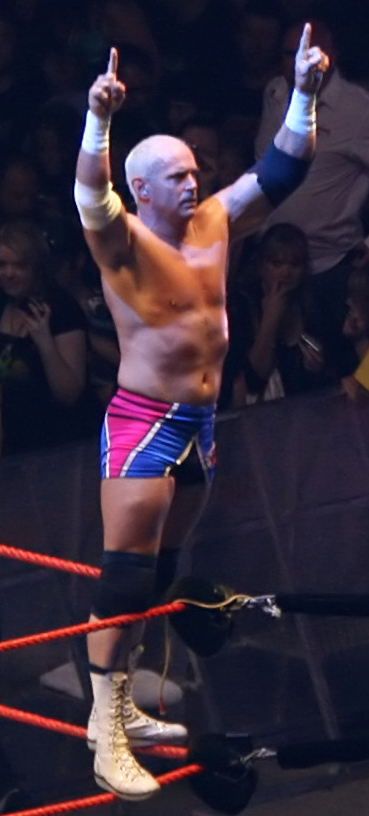
Hardcore Holly w 2007.

  - Kamikaze Pro Championship (1 raz)
- Pro Wrestling Illustrated
  - Sklasyfikowany na 41. miejscu wśród 500 najlepszych wrestlerów w zestawieniu PWI 500 w 2000 roku.
  - Sklasyfikowany na 391. miejscu wśród 500 najlepszych wrestlerów w zestawieniu PWI Years w 2003 roku.
- Under the Lights
  - UTL Lights Out Championship (1 raz)
- World Wrestling Federation / Entertainment
  - NWA World Tag Team Championship (1 raz) – z Bodacious Bartem
  - WWF Hardcore Championship (6 razy)
  - WWF/E World Tag Team Championship (3 razy) – z The 1–2–3 Kidem (1 raz), Crashem Holly (1 raz) i Codym Rhodesem (1 raz)
  - WWF World Tag Team Championship Tournament (1995) – z The 1-2-3 Kidem
- World Wrestling Organization
  - WWO Tag Team Championship (1 raz) – z Ronem Starrem
  - WWO United States Heavyweight Championship (1 raz)

### Inne media
Jego postać pojawiła się w kilkunastu grach komputerowych, m.in. Holly występuje jako grywalna postać w grach WWE SmackDown vs. Raw 2007 i WWE SmackDown vs. Raw 2009.
| Rok  | Tytuł                     | Rola                           | Uwagi                |
| ---- | ------------------------- | ------------------------------ | -------------------- |
| 2000 | Operacja: Pustynne piekło | Sturner                        | Film telewizyjny     |
| 2009 | W cywilu 2                | Jeden z żołnierzy Joe Linwooda |                      |
| 2016 | Thanks for Reading        | The Reader                     | Film krótkometrażowy |

| Rok  | Tytuł               | Rola              | Uwagi              |
| ---- | ------------------- | ----------------- | ------------------ |
| 2005 | MTV’s The 70s House | We własnej osobie | Odc.: „Dodge Ball” |

Źródło: 

## Życie prywatne
Z pierwszego małżeństwa Howard doczekał się córki. W 2009 nawiązał ponownie relację ze swoją koleżanką ze szkoły średniej – Lindą Kievet Bott. W 2010 Howard i Kievet Bott pobrali się.
W 2013 wydał książkę autobiograficzną pt. The Hardcore Truth: The Bob Holly Story, gdzie opisał swoje dzieciństwo, okres szkolny, pierwsze prace w warsztatach samochodowych, starty w wyścigach samochodów seryjnych oraz całą karierę zawodowego zapaśnika.